# 사베나
사베나(프랑스어: Sabena)는 1923년에 설립되어 2001년에 파산된 벨기에의 국영 항공사이다. 허브 공항은 브뤼셀 공항이었으며, 벨기에 최대의 항공 노선을 편성했던 항공사 중 하나이기도 했다. 또한 최초의 항공 동맹인 스위스 항공과 함께, 퀼리 플라이어에 가맹했다.

## 역사
1919년에 스네타 항공(영어: Sneta)으로 설립되어 벨기에 국내선 노선을 운항하기 시작했다. 이후 1923년에 벨기에 정부가 인수를 하면서 사명이 변경되었고 같은 해 1월에 브뤼셀을 출발해 오스텐더를 경유해 런던을 오가는 최초의 국제선 노선을 신설했다. 다음 해 1924년 1월에 프랑스의 스트라스부르와 네덜란드의 로테르담에 취항을 했으며 같은 해 네덜란드의 암스테르담과 스위스의 바젤에 추가로 취항했다. 1929년 독일 지역을 취항을 했는데 이 과정에서 뒤셀도르프, 안트베르펀, 에센 지역에 취항하였다. 1935년에 최초로 아프리카 노선이 취항되어 콩고 노선에 취항하게 되었다. 1939년에 제2차 세계대전으로 전 노선 운항이 중단되었으나 아프리카를 잇는 노선만 유지하게 되었다. 1945년에 제2차 세계대전의 종식으로 운항을 재개했다. 1947년에 최초로 북아메리카에 취항하여 대서양 횡단 노선을 구축하게 되었다. 1992년에 50개 국가, 67개의 노선을 운항하는 벨기에 최대의 항공사로 성장하게 되었다. 하지만 경영난으로 2001년 12월에 파산했다. 그 후 2002년에 SN 브뤼셀 항공이 지분을 인수해 회사를 설립을 했지만 2006년에 벨기에의 저가 항공사인 버진 익스프레스를 인수한 후 합병되어 현재의 브뤼셀 항공이 되었다.

## 사진

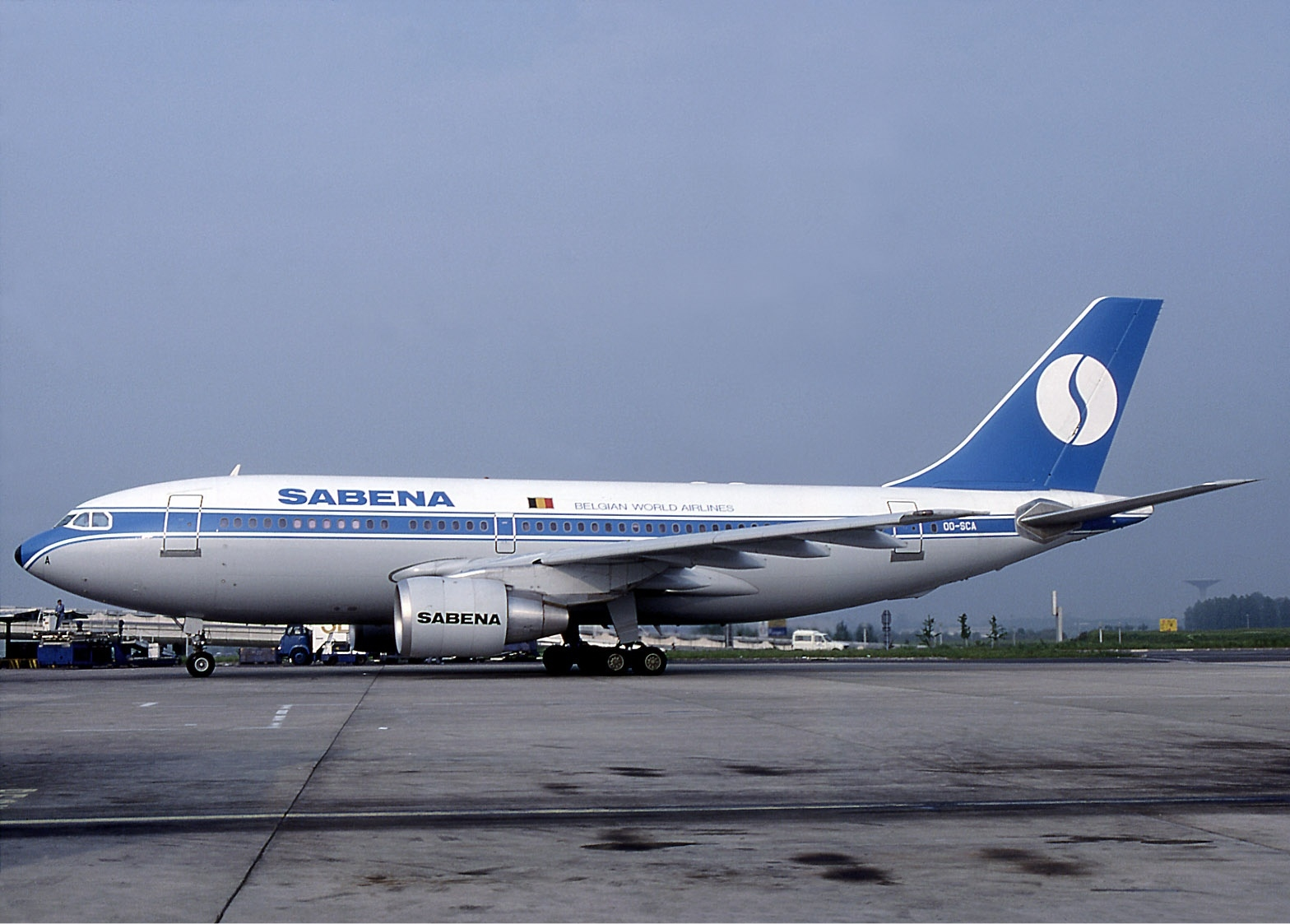
사베나 항공의 에어버스 A310-200 (퇴역)
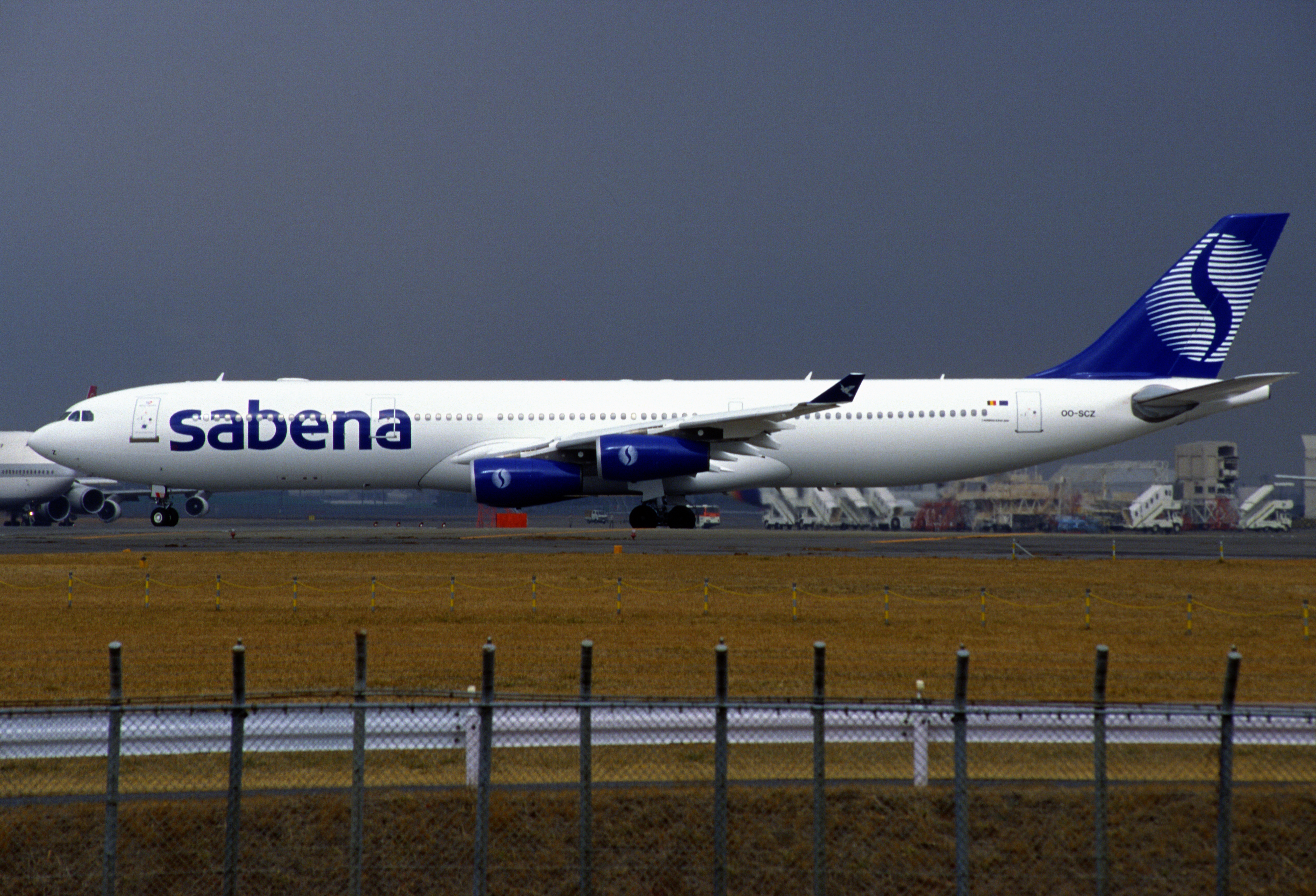
사베나 항공의 에어버스 A340-300 (퇴역)
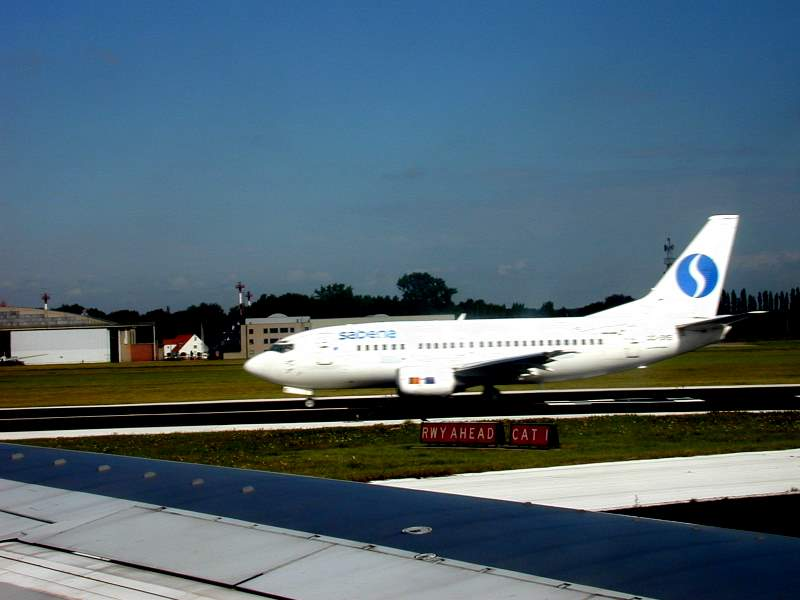
사베나 항공의 보잉 737-500 (퇴역)
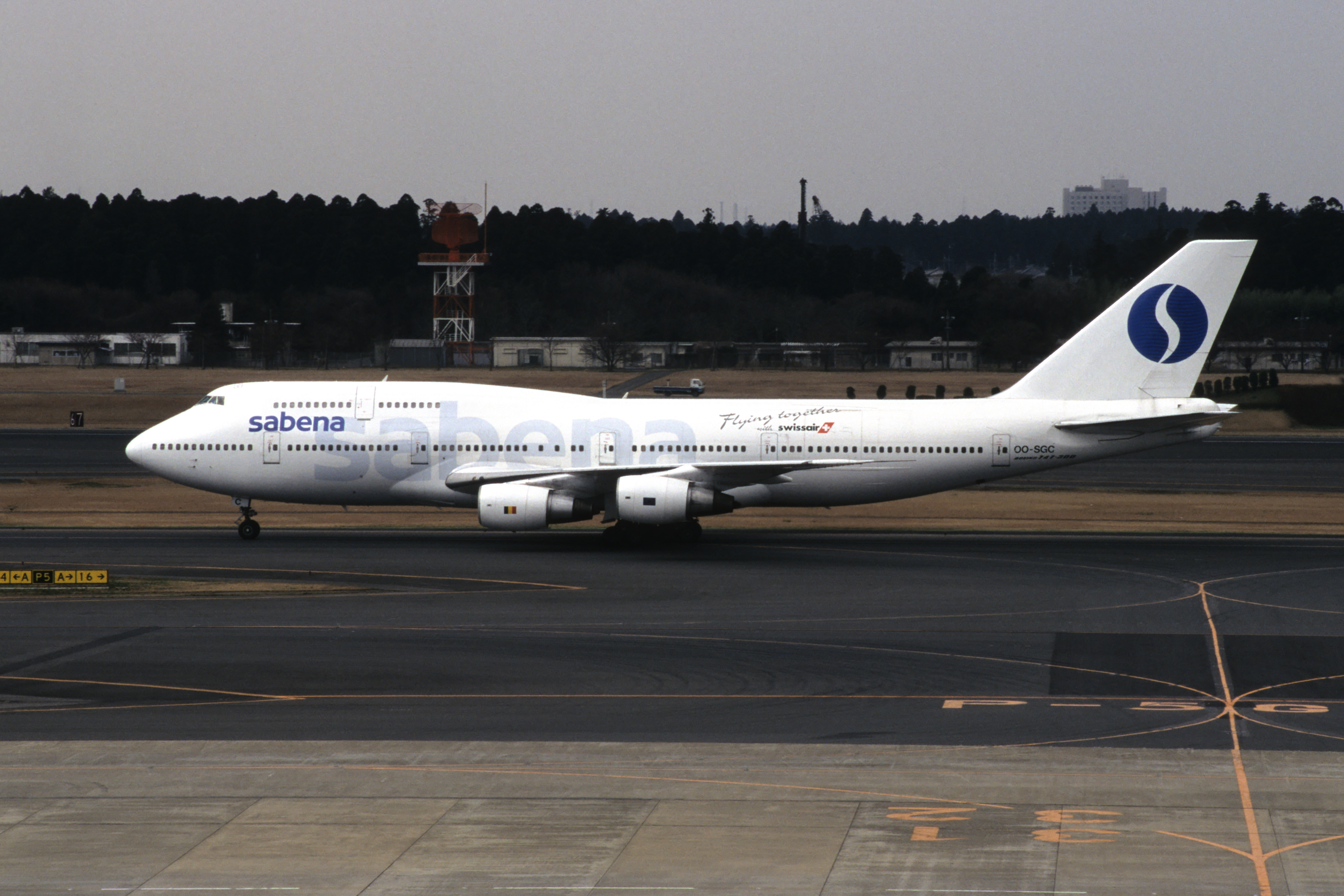
사베나 항공의 보잉 747-300 (퇴역)
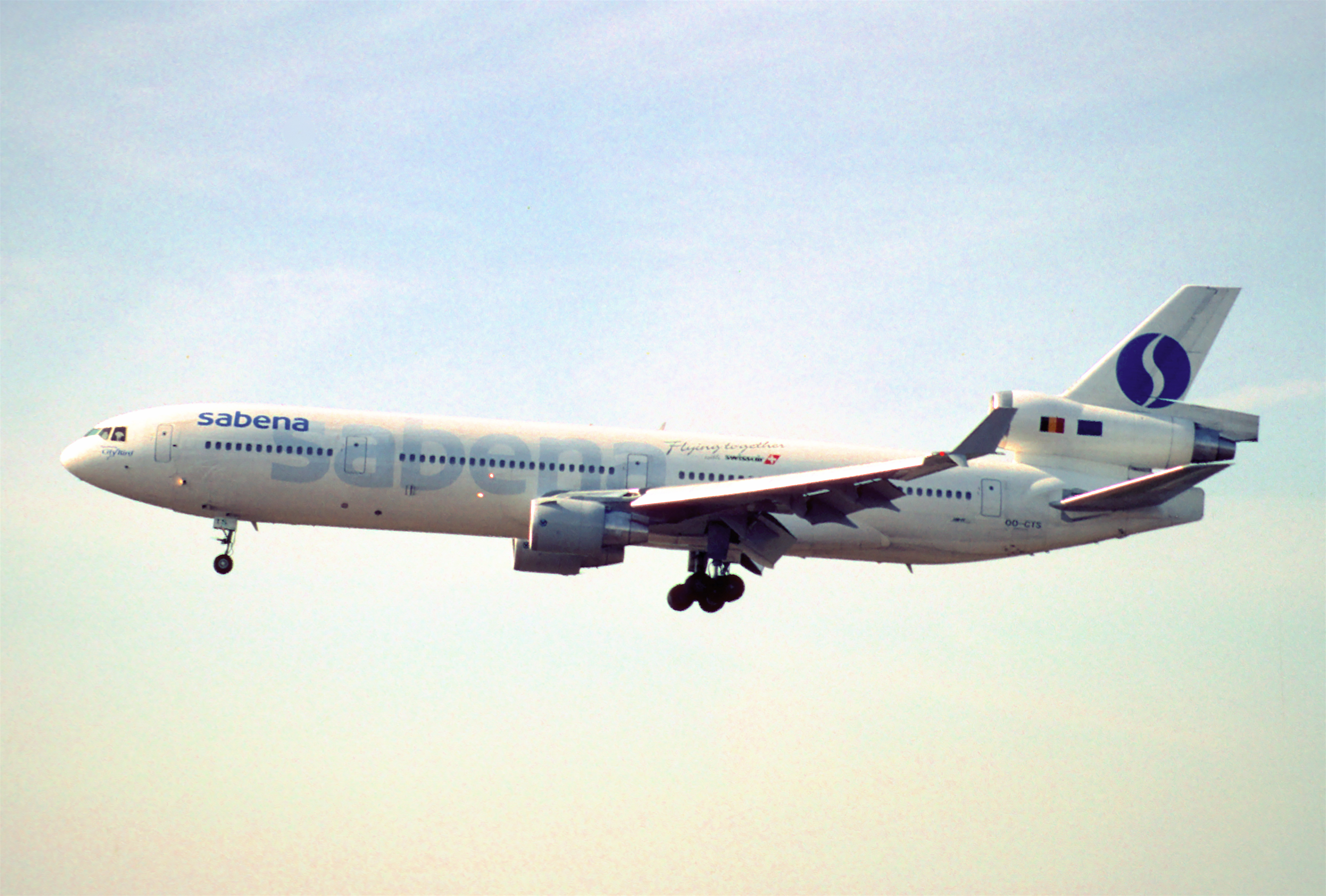
사베나 항공의 맥도넬더글러스 MD-11 (퇴역)